# Boston Gay Men’s Chorus
Boston Gay Men’s Chorus (BGMC) – gejowski chór męski założony w 1981 w Bostonie w Stanach Zjednoczonych. Jest jednym z największych chórów tworzonym z definicji przez LGBT i największym na Wschodnim Wybrzeżu USA. W Polsce chór stał się głośny po występie w 2005 roku oprotestowanym przez Ligę Polskich Rodzin.

## Muzycy
Zespół liczy 175 śpiewaków i jest chórem amatorskim. Pracuje pod dyrekcją artystyczną Reubena M. Reynoldsa III, muzyka z doktoratem uzyskanym w Konserwatorium w Kansas City, który dyrygował wcześniej m.in. orkiestrą kameralną w Ostrawie, Zachodnioczeską Orkiestrą Symfoniczną oraz Cameratą Ermitażu w Petersburgu. Choć większość składu zespołu to zdeklarowani geje, są wśród nich również heteroseksualiści. Jak twierdzi dyrektor chóru, łączy nas miłość do muzyki i śpiewania oraz niewstydzenie się tego, jacy jesteśmy.

## Repertuar i koncerty
W repertuarze chóru znajdują się zarówno utwory muzyki poważnej, jak i rozrywkowej, w tym również broadway'owskie evergreeny, takie jak Hello, Dolly, La Cage Aux Folles. Zespół występuje w znanych salach koncertowych Bostonu: Jordan Hall, Cutler Majestic Theatre, Symphony Hall. Przez dziennikarzy „Boston Business Journal” zaliczany jest do 25 najważniejszych podmiotów artystycznych miasta i regionu. Koncertuje również na wyjazdach i według szacunków co roku występuje na żywo przed 12 000 słuchaczy. Chętnie występuje na rzecz różnych organizacji gejowskich, wspierając m.in. walkę z AIDS. W czerwcu 2005 roku odbyła się pierwsza europejska trasa koncertowa Boston Gay Men’s Chorus po Europie. Tournée objęło Niemcy, Polskę i Czechy. W Berlinie podczas Christopher Street Day artyści wystąpili przed 700-tysięczną widownią. W stolicy Czech swoim koncertem w Sali im. Dvořaka w Rudolfinum lobbowali na rzecz przyjęcia ustawy o rejestrowanych związkach partnerskich.
BGMC jest zrzeszony w Gay and Lesbian Association of Choruses (GALA).

## Koncert w Polsce w 2005 roku
W Polsce koncert odbył się 27 czerwca 2005 roku we Wrocławiu, w sali Filharmonii Wrocławskiej w 110-osobowym składzie przed 400-osobową widownią. Już sama jego zapowiedź wywołała nieprzychylne reakcje niektórych środowisk politycznych. W roku, w którym odbywał się koncert, we władzach województwa dolnośląskiego zasiadali politycy Ligi Polskich Rodzin. Ówczesny wicemarszałek Artur Paprota wystosował list protestacyjny, w którym pisał o swoim „smutku i zażenowaniu” na wiadomość o koncercie:

Dyrekcja Filharmonii przyzwala na organizowanie imprezy, która w oczywisty sposób jest manifestacją wynaturzeń i amoralności, znamionujących w myśl nauczania Ojca Świętego Jana Pawła II – cywilizację śmierci. Czy według Państwa w ten sposób ma wyglądać dbanie o kulturalne dziedzictwo oparte na wartościach chrześcijańskich, konstytutywnych dla naszego kręgu cywilizacyjnego? (...) Jednoznacznie przeciwstawiamy się przedsięwzięciom promującym dewiacje, patologie i zachowania będące wynikiem zaburzeń osobowościowych podważającym wartości, których w zdrowym społeczeństwie podważać nie wolno.

Występ spotkał się z homofobiczną pikietą młodzieżówek prawicowych – Młodzieży Wszechpolskiej i Narodowego Odrodzenia Polski w sile ośmiu osób. Manifestację poprzedziła akcja ulotkowa przeprowadzona we Wrocławiu przez dzielnicę dolnośląską NOP. W tym samym czasie kontrmanifestację poparcia dla BGMC zorganizowała młodzież anarchistyczna oraz Stowarzyszenie „Młode Centrum”. Ekscesy zakończyły się jeszcze przed występem, mimo to nad jego spokojnym przebiegiem czuwała policja i wzmocnione siły porządkowe. Koncert rozpoczął się utworem Free to Love (oficjalny hymn chóru) oraz pieśnią Gaude Mater Polonia, co spotkało się z gorącym przyjęciem słuchaczy. W drugiej części koncertu zaprezentowano repertuar rozrywkowy, m.in. piosenki z amerykańskich musicali i utwory George’a Gershwina. Oprócz chórzystów na scenie wystąpiła również kobieta tłumacząca teksty piosenek na język migowy. Występ zakończył się owacją na stojąco. Dochód został przeznaczony na pomoc ofiarom AIDS.
Pamiątką po koncercie we Wrocławiu jest album Live in Poland wydany przez Boston Gay Men’s Chorus w 2005 roku. Obwolutę płyty ilustrują fotografie: śpiewających chórzystów, obstawy policyjnej i manifestantów z tęczowym gejowskim transparentem. Komentarz do płyty na oficjalnej stronie chóru brzmi:

„Live in Poland” prezentuje elektryzujący koncert, będący naszym kontrowersyjnym debiutem jako pierwszej gejowskiej organizacji występującej w Polsce. BGMC stawił czoła protestowi, śpiewał otoczony uzbrojoną ochroną i przeciągnął na swoją stronę publiczność złożoną z nowych przyjaciół. Jak napisała lokalna gazeta, „muzyka zatriumfowała nad nietolerancją”.

## Fonografia i filmografia
Chór dysponuje własnym wydawnictwem muzycznym i od 1999 roku tłoczy płyty pod własnym szyldem. Dotychczas w sprzedaży ukazały się następujące albumy:
1. 1994: Visions: Words for the Future, Afka, ASIN B00008EMS0
2. 1996: Christmas Concert by the Boston Gay Men’s Chorus, Afka, ASIN B000003XUM
3. 1999: A Splash of Pops, BMG, ASIN B00000J90Y
4. 2001: Oz and Beyond: The Music of Harold Arlen, Freedom, Merriment & Joy, BGMC, ASIN B00004S2SS
5. 2001: Eos, BGMC, ASIN B00005NNQE
6. 2002: Gloria!, BGMC, ASIN B00006L871
7. 2004: Razzle Dazzle: The Broadway Hits of Kander & Ebb, BGMC, ASIN B0006SSSS2
8. 2004: Best of the BGMC – Live!, BGMC
9. 2005: Live in Poland, BGMC
10. 2006: Here to Stay: The Music of George Gershwin, BGMC, ASIN B000X3F5SG

W roku 2003 nakręcony został film dokumentalny pt. Singing Our Souls a Song traktujący o historii Boston Gay Men’s Chorus. Film uhonorowano Telly Award, przyznawaną krótkometrażowym produkcjom dokumentalnym.